# Säsong 2 av RuPauls dragrace
Säsong 2 av RuPauls dragrace visades först i Amerika under våren 2010 med premiär den 2 februari på Logo TV. 
Till årets säsong ökade antalet tävlande dragdrottningar till tolv i kampen om titeln "America's Next Drag Superstar". Vinnaren av denna säsong vann en livstidsförbrukning av NYX Cosmetics samt att vara ansiktet utåt för deras webbplats, ett exklusivt årskontrakt med HBTW-firman Project Publicity, fick vara med i en reklamkampanj för LA Eyewinks, turnera med Logos Drag Race, samt en prissumma på 25 000 dollar.
En ny tradition påbörjades bland de dragqueens som fick lämna veckans avsnitt, där de skriver ett par rader med rött läppstift i spegeln. Varje veckas avsnitt följdes av ett bakom kulisserna-avsnitt, kallat RuPaul's Drag Race Untucked. 
Temat som spelades under catwalken i varje avsnitt var låten "Jealous of My Boogie" från RuPauls album Champion.
Vinnare av Rupauls dragrace andra säsong blev Tyra Sanchez.

## Tävlingsdeltagare
Drugorna som tävlade om att bli "America's Next Drag Superstar" i den andra säsongen av RuPauls dragrace var:
(ålder och namn gäller tiden då tävlingen ägde rum)
| Tävlingsdeltagare        | Namn                    | Ålder | Hemstad                |
| ------------------------ | ----------------------- | ----- | ---------------------- |
| Tyra Sanchez             | James Ross              | 21    | Orlando, Florida       |
| Raven                    | David Petruschin        | 30    | Riverside, Kalifornien |
| Jujubee                  | Airline Inthyrath       | 25    | Boston, Massachusetts  |
| Tatianna                 | Joey Santolini          | 21    | Falls Church, Virginia |
| Pandora Boxx             | Michael Steck           | 37    | Rochester, New York    |
| Jessica Wild             | José David Sierra       | 29    | San Juan, Puerto Rico  |
| Sahara Davenport †       | Antoine Ashley          | 25    | New York, New York     |
| Morgan McMichaels        | Thomas White            | 28    | Mira Loma, Kalifornien |
| Sonique                  | Jason Edwards           | 26    | Atlanta, Georgia       |
| Mystique Summers Madison | Donté Sims              | 25    | Bedford, Texas         |
| Nicole Paige Brooks      | Bryan Christopher Pryor | 36    | Atlanta, Georgia       |
| Shangela Laquifa Wadley  | D.J. Pierce             | 28    | Paris, Texas           |

## Mim-dueller
| Avsnitt | Duellant                 | Duellant | Duellant                | Låt                                                | Utslagen                 |
| ------- | ------------------------ | -------- | ----------------------- | -------------------------------------------------- | ------------------------ |
| 1       | Sahara Davenport         | mot      | Shangela Laquifa Wadley | "Cover Girl" (RuPaul)                              | Shangela Laquifa Wadley  |
| 2       | Nicole Paige Brooks      | mot      | Raven                   | "My Lovin' (You're Never Gonna Get It)" (En Vogue) | Nicole Paige Brooks      |
| 3       | Mystique Summers Madison | mot      | Raven                   | "I Hear You Knocking" (Wynonna Judd)               | Mystique Summers Madison |
| 4       | Morgan McMichaels        | mot      | Sonique                 | "Two of Hearts" (Stacey Q)                         | Sonique                  |
| 5       | Morgan McMichaels        | mot      | Sahara Davenport        | "Carry On" (Martha Wash)                           | Morgan McMichaels        |
| 6       | Jujubee                  | mot      | Sahara Davenport        | "Black Velvet" (Alannah Myles)                     | Sahara Davenport         |
| 7       | Jessica Wild             | mot      | Tatianna                | "He's the Greatest Dancer" (Sister Sledge)         | Jessica Wild             |
| 8       | Jujubee                  | mot      | Pandora Boxx            | "Shake Your Love" (Debbie Gibson)                  | Pandora Boxx             |
| 9       | Jujubee                  | mot      | Tatianna                | "Something He Can Feel" (Aretha Franklin)          | Tatianna                 |
| 11      | Tyra Sanchez             | mot      | Raven                   | "Jealous of My Boogie" (RuPaul)                    | Raven                    |

     Den tävlande slogs ut efter sin första mim-duell.
     Den tävlande slogs ut efter sin andra mim-duell.
     Den tävlande slogs ut efter sin tredje mim-duell.
     Den tävlande slogs ut genom säsongens sista mim-duell.